# Большой Ферганский канал
Большой Ферганский канал имени Усмана Юсупова (узб. Usmon Yusupov nomidagi Katta Farg‘ona kanali, Усмон Юсупов номидаги Катта Фарғона канали, тадж. Канали Калони Фарғона ба номи Усмон Юсуфов, ранее — Большой Ферганский канал имени Сталина) — крупный ирригационный канал в Узбекистане, Кыргызстане и Таджикистане. Построен в 1939—1940 годах, являлся одним из крупнейших гидротехнических сооружений СССР.

## Описание
Общая длина канала составляет 350 км и включает два тракта: верхний Нарынский (44 км) и нижний Карадарьинский (301 км), разделённые участком реки Карадарьи. На территорию Узбекистана приходится 283 км, на территорию Кыргызстана — 12 км, на территорию Таджикистана — 62 км. Нормальный расход воды составляет 180 м³/с, расход воды при наиболее быстром пропуске — 211 м³/с. На Большом Ферганском канале построено свыше 1000 гидротехнических сооружений, из них более 50 крупных. По трассе канала имеется 9 плотин, 258 водовыпусков, 7 водосбросов, 8 акведуков, 101 мост для транспортных магистралей.
В общей сложности орошает около 500 тыс. га земель, из них в Андижанском вилояте Узбекистана — 66,6 тыс., в Наманганском вилояте Узбекистана — 12 тыс. га, в Ферганском вилояте Узбекистана — 125 тыс. га, в Киргизии — 0,76 тыс. га, в Согдийской области Таджикистана — 10 тыс. га.

## История
Первые инициативы по строительству Большого Ферганского канала исходили от колхозников Узбекской ССР. В 1939 году они выступили с предложением начать работы по созданию масштабного ирригационного сооружения. Эта идея получила широкий общественный резонанс и была тепло принята как в Узбекистане, так и среди населения Северного Таджикистана.
ЦК ВКП(б) и Совет Народных Комиссаров СССР одобрили начинание и приняли решение о продлении канала на территорию Таджикской ССР до Канибадамского района. Это решение было закреплено Постановлением Совнаркома Таджикской ССР и ЦК КП(б) Таджикистана от 18 июля 1939 года «Об участии Таджикской ССР в строительстве Большого Ферганского канала».
Строительство началось в августе 1939 года и должно было быть завершено уже к 1 сентября того же года — всего за один месяц. Такая скорость была возможна только благодаря массовому участию населения и использованию метода хашара — общенародной скоростной стройки.
В 1939 году Н. Д. Свириденко назначен главным инженером Большого Ферганского канала имени тов. И. В. Сталина. За активное участие в разработке проекта и строительство величайшего в СССР этого ирригационного сооружения Советское правительство наградило Николая Сидоренко высшей наградой страны — орденом Ленина. В том же году Президиум Верховного Совета Таджикской ССР наградил его почетной грамотой и знаком «Участник строительства БФК». Одним из авторов проекта канала был архитектор Садык Нагаев. Начальник строительства канала — Глухов Родион Михайлович, заместитель председателя СНК Таджикской ССР.
31 декабря 1939 года канал был сдан в эксплуатацию. К строительству канала было привлечено около 160 000 колхозников, использовалось 14 экскаваторов, 245 тракторов и 420 автомашин. Указом Президиума ВС СССР от 28 апреля 1940 года за активное участие в строительстве канала были награждены:
- Орденом Ленина — 15 человек
- Орденом Трудового Красного Знамени — 39 человек
- Орденом «Знак Почета» — 114 человек
- Медалью «За Трудовую Доблесть» — 132 человека
- Медалью «За Трудовое Отличие» — 148 человек

В подавляющем большинстве среди награжденных были простые труженики колхозов.
В 1953—1962, 1964 и 1967 годах производились реконструкции канала. В 1966 году Большому Ферганскому каналу присвоено имя государственного деятеля советского Узбекистана, первого секретаря КПУз в 1938—1950 годах, министра хлопководства СССР Усмана Юсупова.
Благодаря постройке Большого Ферганского канала вместе с Южным Ферганским каналом и Северным Ферганским каналом (в 1940—1941 годах) значительно возрос объём орошения в Ферганской долине. В регионе был удвоен сбор хлопчатника.

## Современное состояние
Большой Ферганский канал продолжает эксплуатироваться и сегодня. Он остаётся одним из основных источников орошения в регионе, обслуживая сельскохозяйственные угодья трёх стран: Узбекистана, Таджикистана и Киргизии.
Согласно постановлению Президента Республики Узбекистан от 2 мая 2017 года № ПП-2763, в рамках программы развития гидроэнергетики был реализован проект по строительству малых гидроэлектростанций на берегах канала. В частности, в 2019 году совместно с Китаем была построена сеть мини-ГЭС стоимостью 31 миллион долларов США , обеспечивающих электроэнергией около 48 тысяч домов.
Кроме того, канал отличается высоким качеством проектирования — в нём практически отсутствуют застойные явления и отложения. Это делает его уникальным гидротехническим сооружением, сочетающим функции орошения и энергоснабжения.

## В культуре
Большой Ферганский канал оставил заметный след в советской и постсоветской культуре, став символом коллективного труда и одного из масштабных достижений социалистического строительства. В числе первых проектов, связанных с освещением стройки, был задуманный фильм Сергея Эйзенштейна «Ферганский канал», созданный совместно с писателем Петром Павленко. Летом 1939 года режиссёр вместе с оператором Эдуардом Тиссэ посетил Узбекистан, где провёл подготовительную работу для фильма. Замысел картины предполагал триптих: частью был XIV век — эпоха Тамерлана, разрушившего Ургенч; второй этап — начало XX века, бунт крестьян против местных правителей, контролирующих воду; третья часть должна была рассказать о победе коммунистического труда на стройке канала. Однако проект не был реализован из-за цензуры — власти потребовали исключить эпизоды с Тамерланом, что делало замысел Эйзенштейна неполным.
Канал упоминается в литературе. Одним из первых произведений стало повествование Николая Бирюкова «Воды Нарына» (1949), посвящённое строительству ирригационной системы. Также он стал темой научных исследований и статей, например, в работах Фозила Абдурашитова и Манзуры Хасановой, анализирующих художественное освещение стройки в искусстве.
Среди визуальных материалов стоит отметить почтовые марки СССР 1950 года, посвящённые каналу, а также наградные знаки, вручённые участникам строительства. В период массовых кампаний 1939 года они стали важным элементом пропаганды, подчеркивающим героизм тружеников.

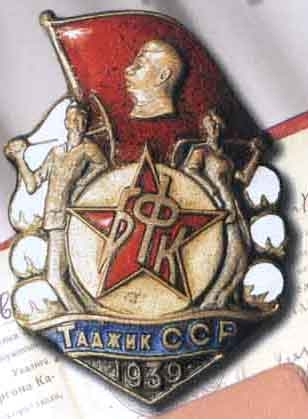
Наградной знак строителя БФК. Таджикская ССР. 1939
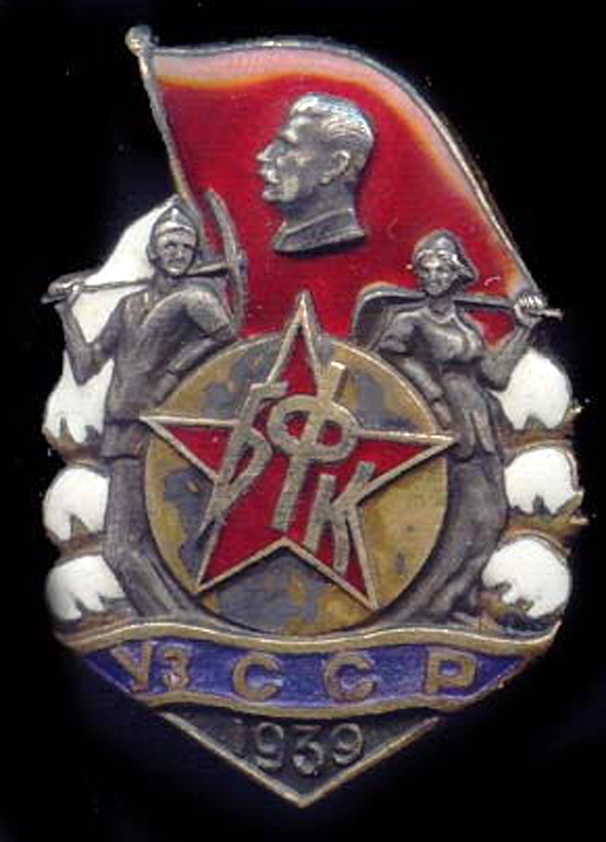
Наградной знак строителя БФК. Узбекская ССР. 1939
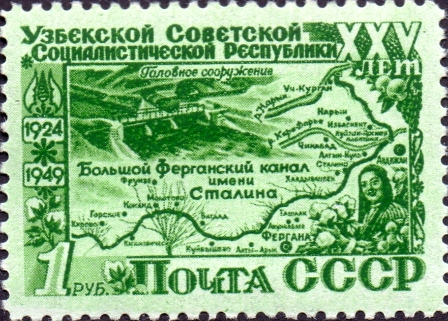
Почтовая марка СССР, 1950 год. Карта канала
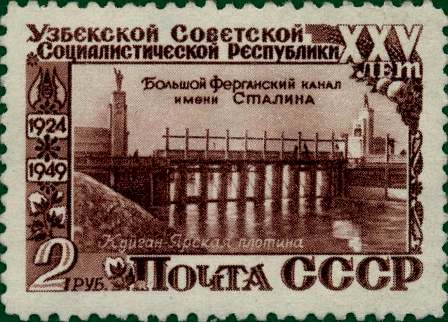
Почтовая марка СССР, 1950 год. Куйган-Ярская плотина